# Лураго, Карло
Карло Антонио Лураго, также Лураги (итал. Carlo Antonio Lurago, Loragho, Luraghi, de Lurago; 1615, Валь-д’Интельви — 22 октября 1684, Пассау) — итальянский архитектор и скульптор-декоратор, работавший в Богемии, Австрии и Баварии. Один из выдающихся представителей чешского и пражского барокко. Под этой фамилией, вероятно, связанной с топонимом, известны многие архитекторы, стуккаторы (мастера лепного декора из гипса) и каменщики, принадлежащие к одной или нескольким семьям, действовавшие с середины XVI века до конца XVIII века в Италии и в других местах Европы. Так, известны его племянник Франческо Ансельмо Лураго и дальний родственник Ансельмо Мартин Лураго.

## Биография
Карло Лураго родился в сельской местности, в Пеллио-Супериоре (Валь-д’Интельви), в районе озера Комо (Ломбардия). В возрасте двадцати трёх лет, будучи уже опытным каменщиком и стуккатором (мастером лепнины из гипса), в поисках работы он переехал в Прагу, где был свидетелем на свадьбе Антонина Айхеля в ещё готической церкви Святого Микулаша (Николая) на Малой Стране. Его деятельность строителя документирована в Праге с 1638 года.
Его первыми заказами были лепной декор готической церкви Святого Спасителя в Праге на Кройгерренплац (1638—1640), иезуитского коллегиума с церковью Святых Франциска Ксаверия и Игнатия Лойолы в Бржезнице (1640). 5 мая 1648 года он получил гражданские права и свободу торговли на Малой Стране в Праге и купил два больших дома на Кармелитской улице. У него было два сына от жены Элизабет, которая умерла молодой. Карло Лураго работал на строительствах пражских укреплений, и над рядом дворянских дворцов. Вместе с племянником Франческо Ансельмо Лурагой он основал успешную строительную компанию и стал одним из самых известных строителей своего времени. Среди его учеников был строитель и архитектор Павел Игнац Байер.
В 1668 году он был назначен строителем собора в Пассау, где руководил реконструкцией разрушенного пожаром здания. Он оставался там до своей смерти в 1684 году.
В Пассау Лураго построил несколько церквей и монастырей ордена иезуитов, в том числе несколько в Клементинуме, в стиле раннего барокко. Он также работал над капеллой Святого Элигия в 1654 году, прежде чем его работу переделал Орси де Орсини.
Ещё одним ярким примером его творчества является паломническая церковь Марии Таферль, которую после смерти Лураго пришлось достраивать Якобу Прандтауеру.

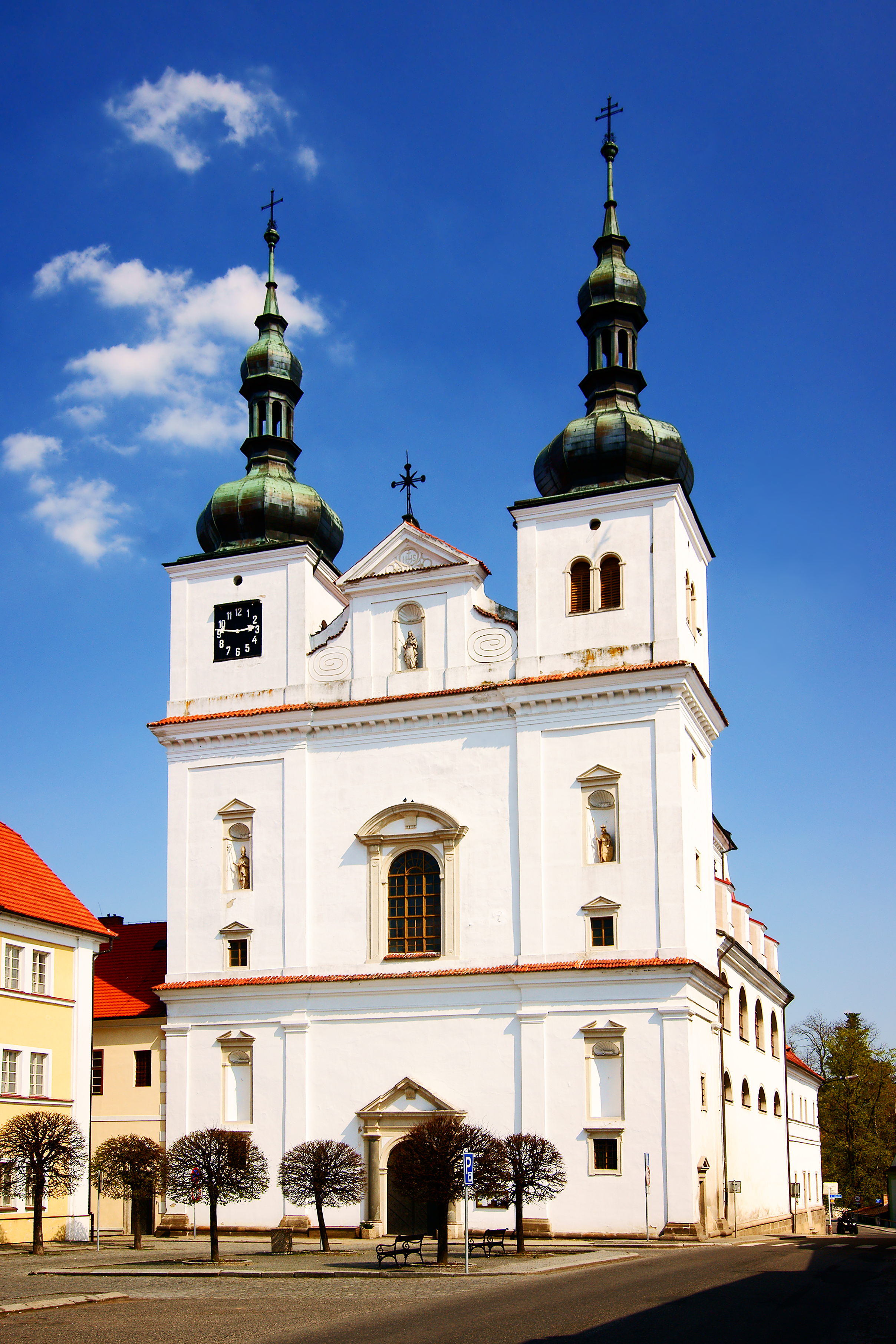
Церковь святых Франциска Ксаверия и Игнатия Лойолы в Бржезнице. 1640
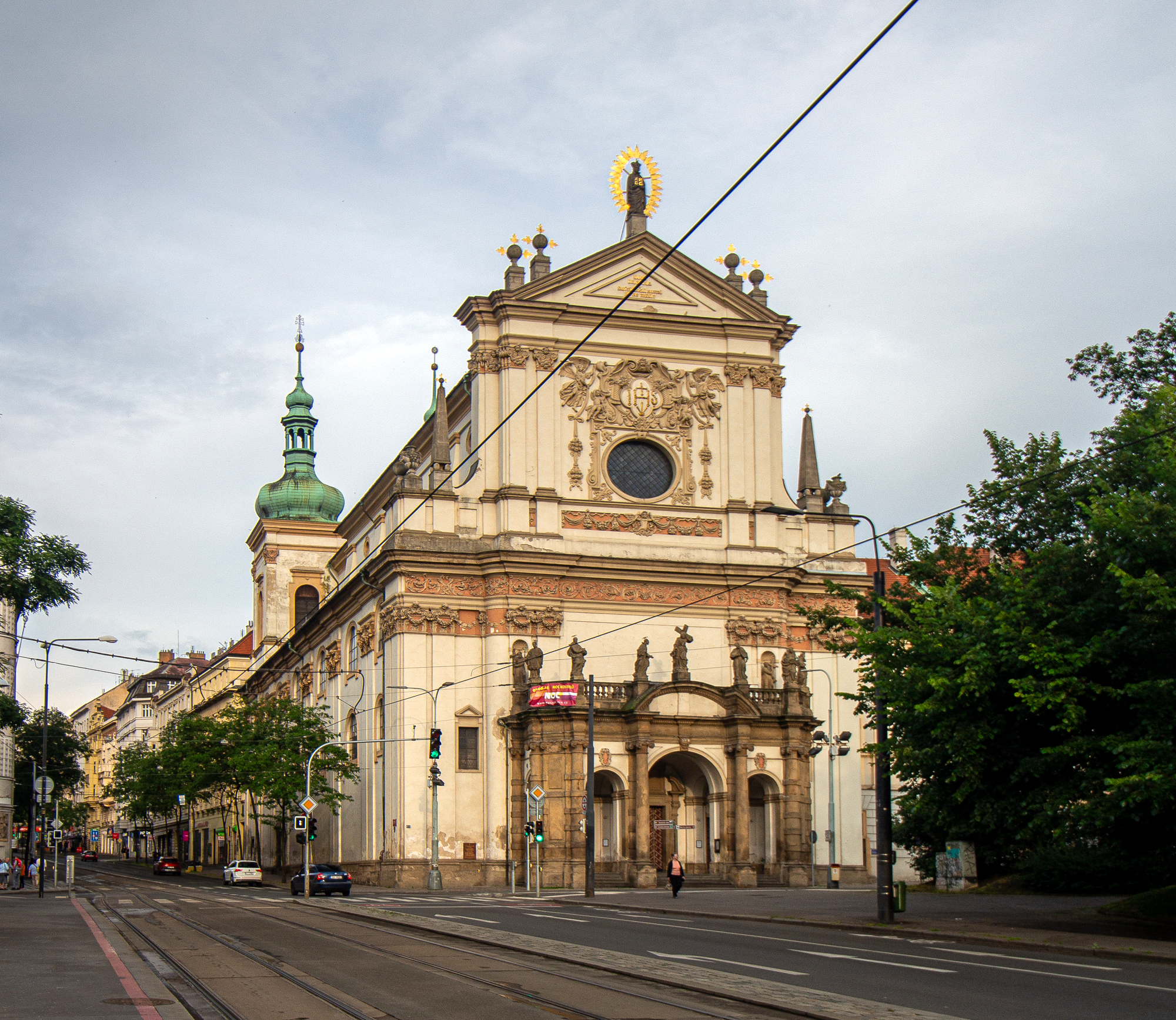
Церковь Св. Игнатия Лойолы. Карлова площадь, Прага
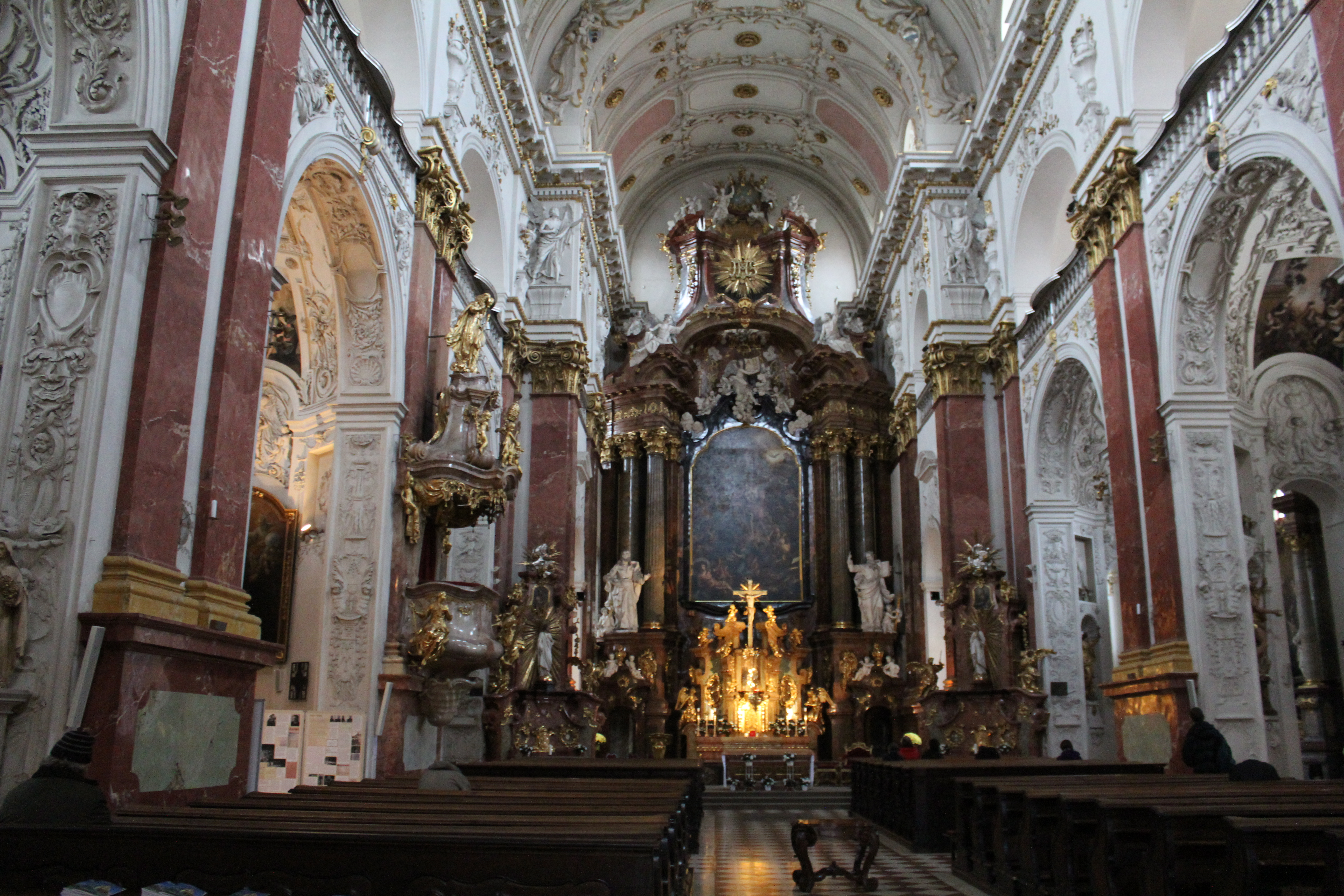
Интерьер церкви
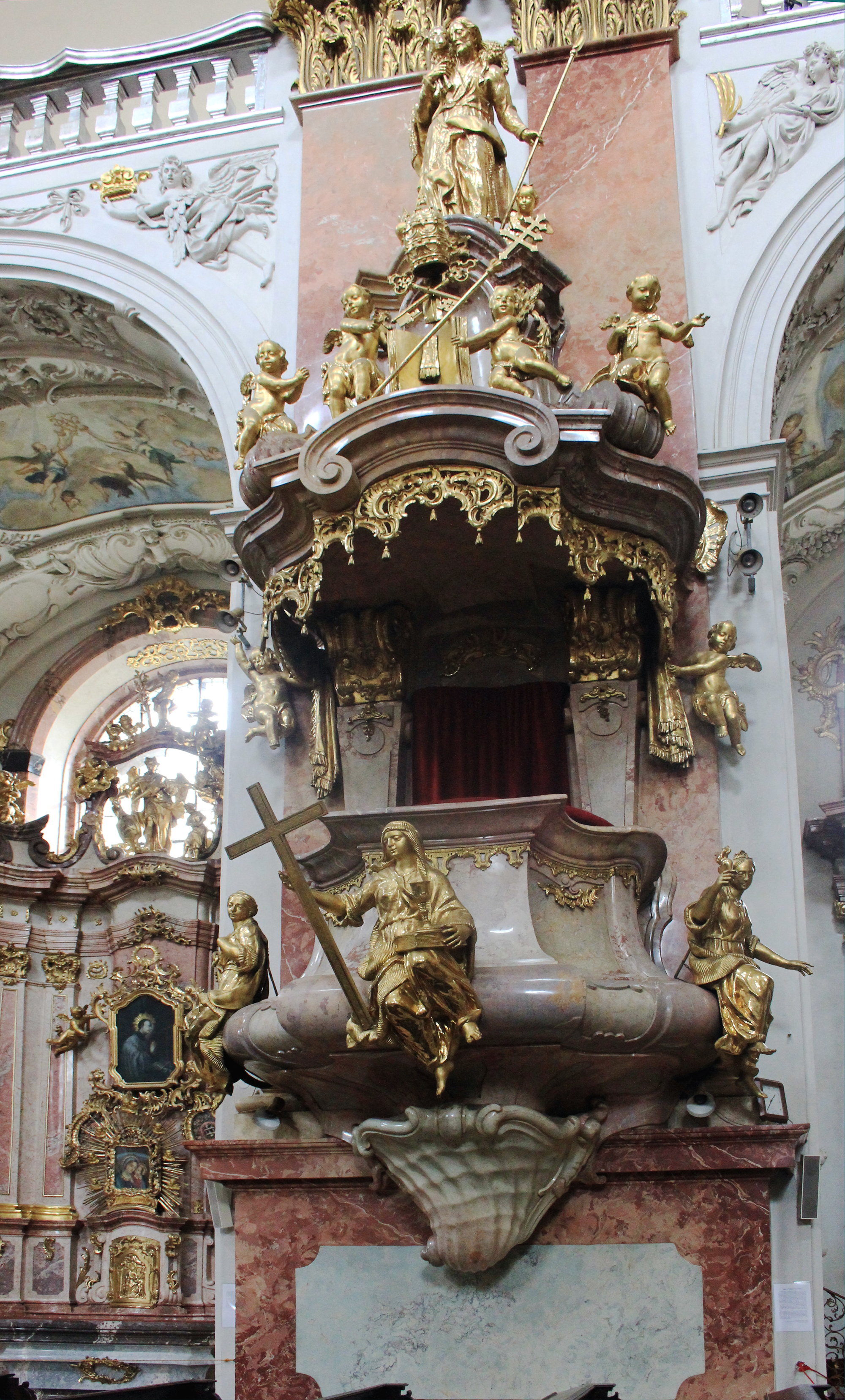
Кафедра
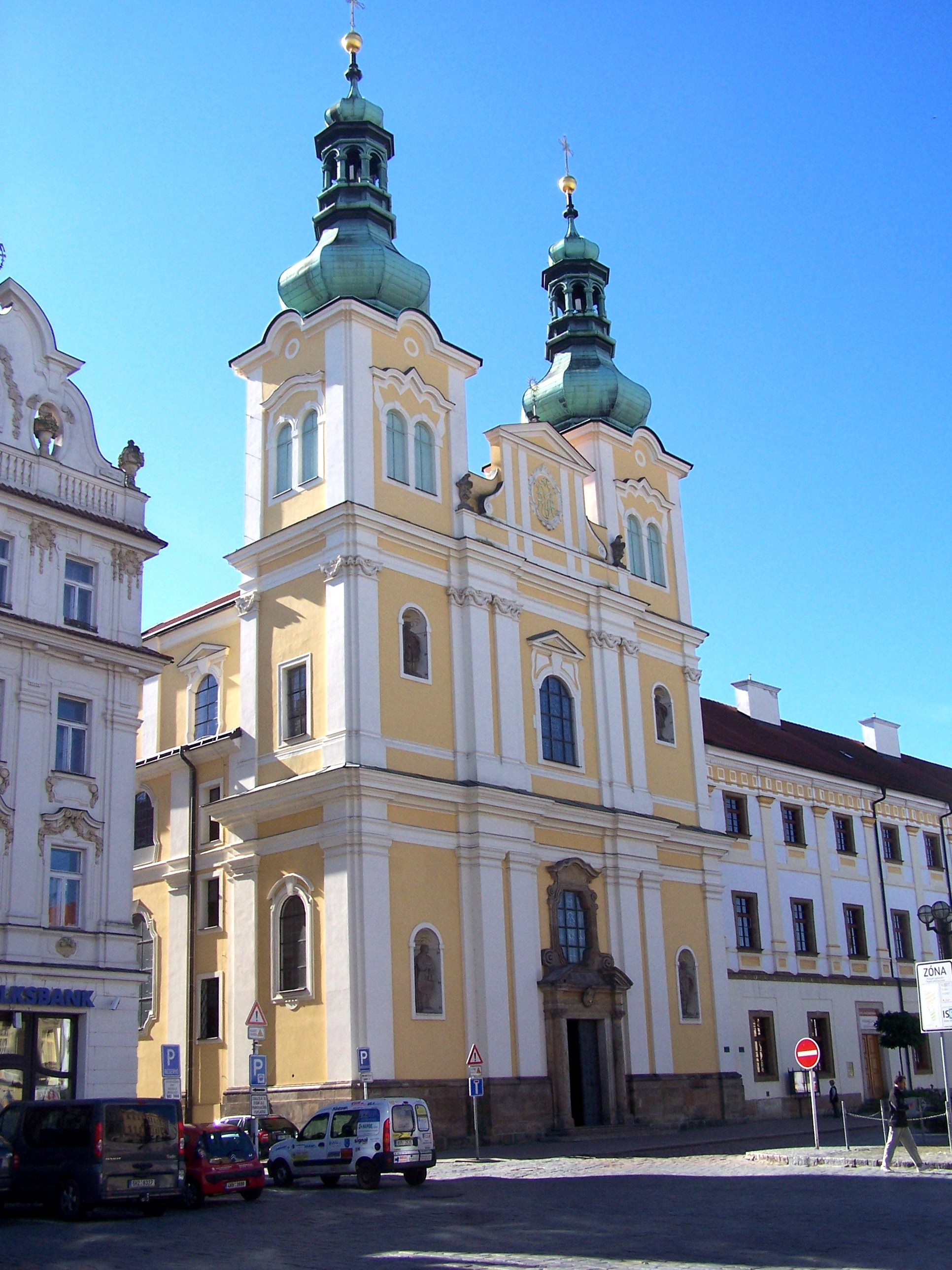
Костёл Вознесения Девы Марии. Градец-Кралове
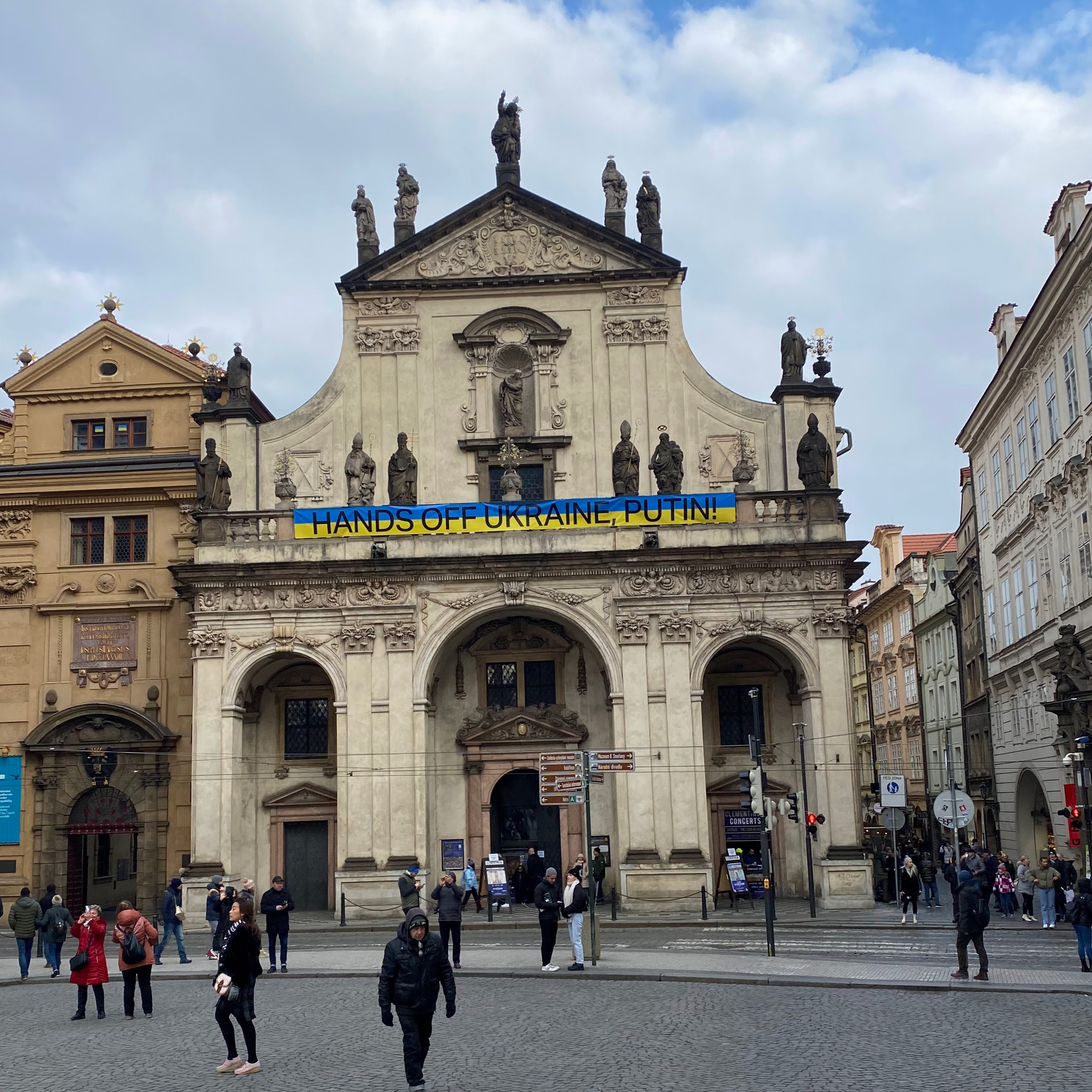
Церковь Святого Спасителя. Клементинум, Прага
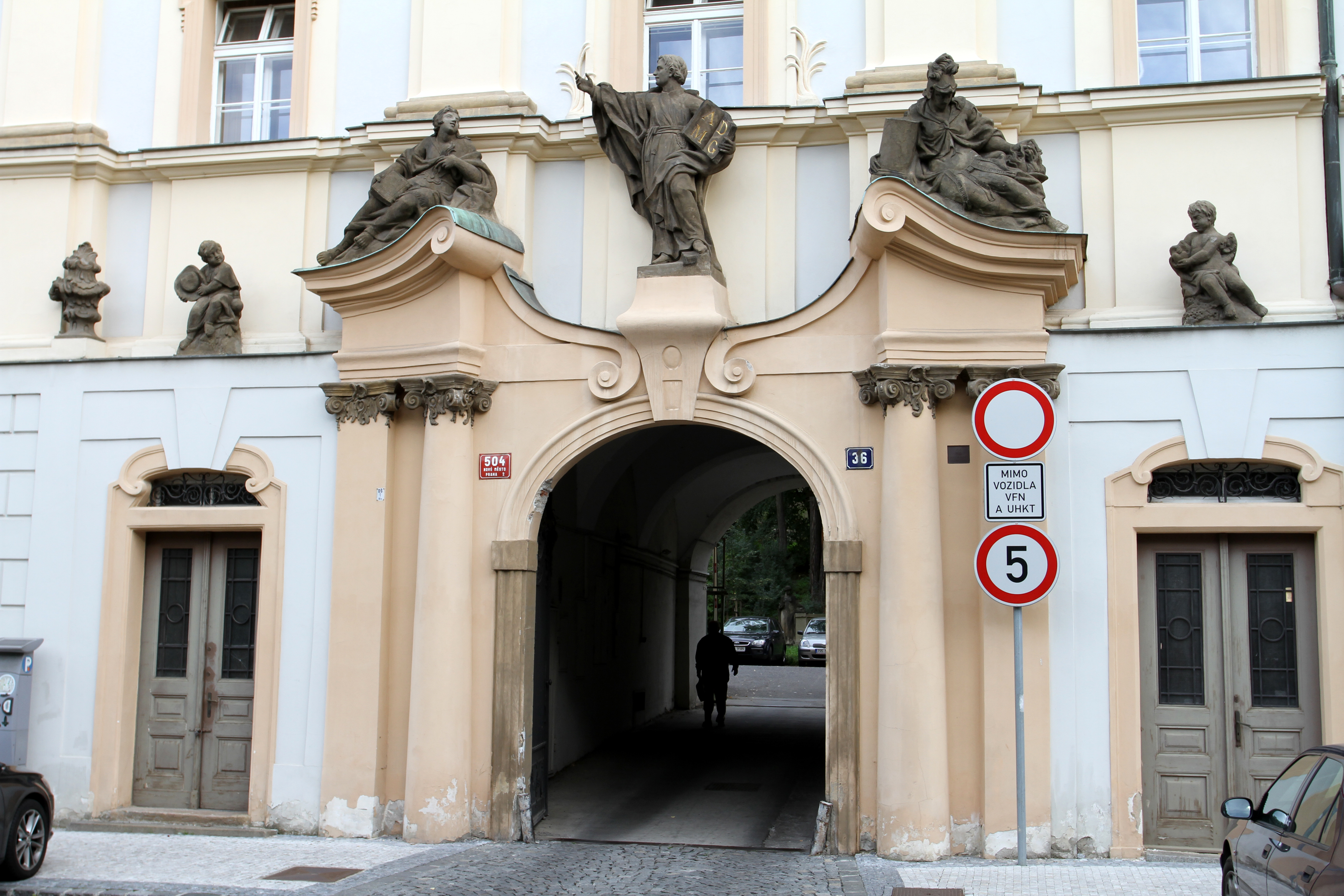
Здание коллегиума ордена иезуитов. Портал. Нове Место, Прага